# Vidonín
Vidonín település Csehországban, a Žďár nad Sázavou-i járásban. Vidonín Vratislávka, Radňoves, Milešín, Rojetín, Rozseč és Heřmanov településekkel határos. Lakosainak száma 173 fő (2024. január 1.).

## Népesség
A település lakosságának változását az alábbi diagram mutatja:
| Lakosok száma | 221  | 218  | 178  | 229  | 196  | 164  | 165  | 164  | 164  | 173  |
|               | 1869 | 1900 | 1921 | 1961 | 1980 | 2011 | 2016 | 2019 | 2021 | 2024 |